# Palaeorhiza concorda
Palaeorhiza concorda är en biart som beskrevs av Cheesman 1948. Palaeorhiza concorda ingår i släktet Palaeorhiza och familjen korttungebin. Inga underarter finns listade i Catalogue of Life.